# 汤姆·多兰
汤姆·多兰（英語：Tom Dolan，1975年9月15日—），美国男子游泳运动员。他曾代表美国参加1996年和2000年夏季奥林匹克运动会游泳比赛，获得二枚金牌和一枚银牌。